# Salonremise
Een salonremise is een afgesproken gelijkspel zonder werkelijke strijd. Naar analogie wordt de term ook gebruikt voor een gelijkspel dat die indruk wekt.
De term komt uit het schaken, waar men tijdens de partij de tegenstander remise (gelijkspel) kan aanbieden. Een salonremise is een bloedeloze partij waar al na korte tijd remise wordt overeengekomen, bijvoorbeeld wanneer beide spelers baat hebben bij een half punt of om hun krachten te sparen voor volgende partijen.
Bij de meeste andere sporten kan men de tegenstander geen gelijkspel aanbieden. De term wordt met name bij het voetbal wel gebruikt wanneer een wedstrijd zodanig weinig spectaculair is dat men zou gaan vermoeden dat beide partijen vooraf hebben afgesproken gelijk spel te houden. Is dat werkelijk het geval, dan is er sprake van wedstrijdvervalsing.